# Seriola (idraulica)
La seriola [seˈrjɔːla] è un canale costruito per far fluire le acque di un fiume o di un torrente per vari scopi (irrigazione, scarico acque da centrale elettrica, adduzione di acqua potabile, prosciugamento acque paludose, ecc).
In pratica, la seriola è un corso artificiale d'acqua che scorre spesso accanto al corpo idrico naturale da cui deriva; lungo la seriola sono posizionati i classici elementi idraulici (saracinesche, chiusini, griglie, ecc.) per regolare la portata di acqua.

## Storia
Il termine deriverebbe dalla lingua veneta e sta per "piccolo corso d'acqua": il nome può essere dovuto al fatto che le prime furono derivate dal fiume Serio, infatti le acque di detto fiume venivano convogliate in canali, detti seriole, attraverso chiuse, per portare acqua agli edifici che necessitavano di forza motrice.
A Vicenza l'idrònimo Seriola lo si trova per la prima volta nel 1189 con nome Cividola, poi in seguito : Cividula (+ antico e + latino), Civiola, Ciriola e solo ultimo Seriola, con il cambio della consonante C con S. Dovrebbe quindi derivare da : Civis-Ductor, che significa adduttore per la città o villaggio. Si deve considerare che una volta tutte le acque fluviali erano potabili, quindi utilizzate per bere, oltre che per altri usi, quindi molto importanti; quando un fiume e o canale era meno pulito, era necessario fare un civil-conductore, almeno per i borghi maggiori.
In quel tempo a Vicenza il fiume era lontano e il vecchio aquae conductor era stato distrutto dalla rotta dell'Orolo, che cambiando corso (prima era affluente del Retronis, mentre oggi lo è del Timonchio-Leogra e quindi del Bacchiglione), ne aveva fatto cadere vari archi della canaletta, presumibilmente nella grande alluvione del 589, cosicché l'urbe postromana non aveva più acqua potabile. I medioevali quindi dovettero scavare la Seriola per portare acqua agli abitanti della città. A quel tempo mancavano ingegneri, capomastri e maestranze per riparare l'acquedotto di Lobbia, quindi dovettero scavare con vanga e piccone una canaletta dalle sorgenti delle Maddalene a nord-ovest. Non si sa ancora chi l'abbia fatto scavare.
Come per altre opere necessarie alla salubrità e necessità di acque potabili, si presume che possano esser state costruire già in epoca tardo longobarda o carolingia, cioè quando ci fu una minima amministrazione con poteri di ordine e imposizione. In merito a ciò, è possibile che quando la Brenta non fu più in città a Padova, sempre dopo il 589, fu necessario scavare un canale dall'antico Retronis, che fluiva a quel tempo nel canal di Roncajette, ex alveo del Medoacus minor.